# Bernard Heuvelmans
Bernard Heuvelmans (Le Havre, 10 ottobre 1916 – Le Vésinet, 22 agosto 2001) è stato uno zoologo belga.
È noto soprattutto perché considerato il "padre della criptozoologia".

## Studi

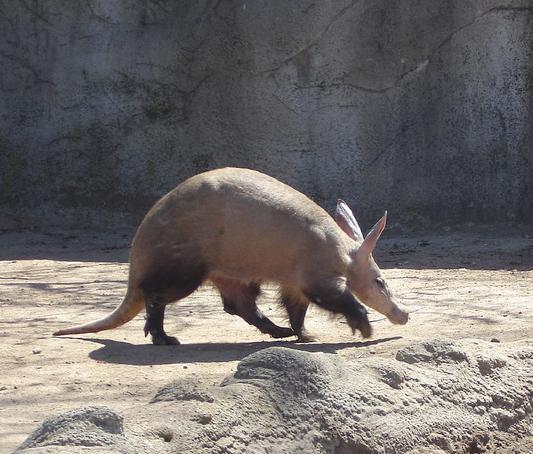
L'oritteropo, la cui dentatura fu oggetto degli studi di Heuvelmans.

Dopo aver fatto studi umanistici nel collegio gesuita di Saint Michel a Bruxelles e aver cominciato una carriera come musicista jazz, studiò scienze naturali laurea in scienze naturali

## Primi libri
I suoi primi libri furono testi divulgativi sull'astronomia (L'homme parmi les étoiles, 1944) e sulla fisica atomica (L'homme au creux de l'atome, 1945). Nel 1951 pubblicò un libro sulla musica, De la bamboula au be bop. Tra il 1951 e il 1952 uscirono i tre volumi di Le secret des parques (La prolongation de la vie, La suppression de la mort, Le rajeunissement).
Negli anni '40 prestò anche consulenze al suo amico Hergé per gli aspetti scientifici di alcune storie di Tintin.

## Criptozoologia

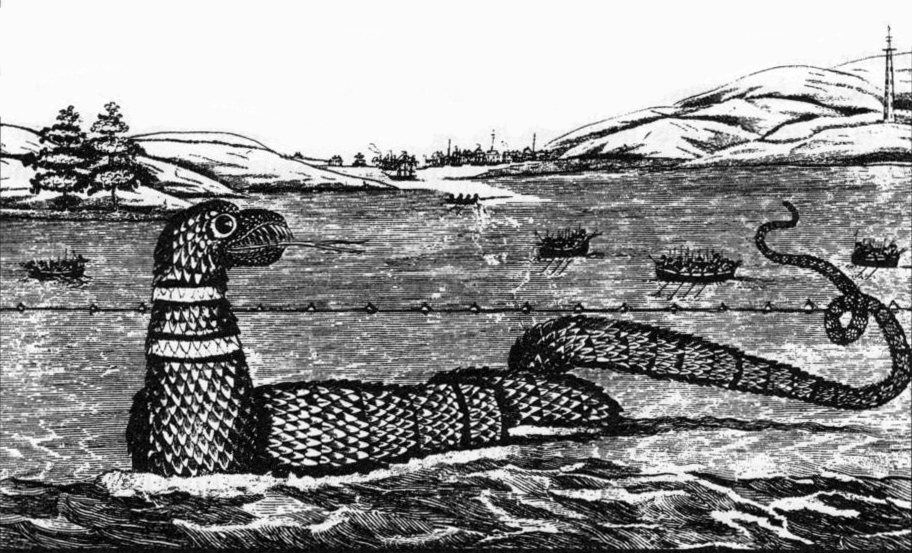
Il serpente marino di Gloucester, 1817.

Nel 1955 pubblicò Sur la piste des bêtes ignorées, in due volumi. È il suo primo libro dedicato a quella che chiamerà criptozoologia, termine che significa "studio degli animali nascosti", ovvero conosciuti solo attraverso informazioni indiziarie. Negli anni seguenti pubblicò diversi altri volumi su questo argomento.
L'ambizione di Heuvelmans era di dare allo studio degli "animali nascosti" un'impronta scientifica e non di mera raccolta di notizie curiose. Il naturalista Gerald Durrell apprezzò gli studi di Heuvelmans e scrisse l'introduzione a On the track of unknown animals (l'edizione inglese di Sur la piste des bêtes ignorées) nella quale sosteneva che l'autore aveva svolto i suoi studi "con grande talento e con distacco scientifico, resistendo alla tentazione del sensazionalismo". Diverse proposte avanzate da Heuvelmans per spiegare notizie su animali misteriosi (per esempio la sua classificazione degli avvistamenti di "serpenti di mare"), tuttavia, sono state contestate e ritenute implausibili.
Il materiale di tema criptozoologico raccolto nel corso della sua vita è ora depositato presso il Museo cantonale di zoologia di Losanna, al quale fu donato da Heuvelmans negli ultimi anni della sua vita.

## Pubblicazioni
- Sur la piste des bêtes ignorées, Paris: Plon, 1955
- Dans le sillage des monstres marins - Le Kraken et le Poulpe Colossal, Paris: Plon, 1958
- On the Track of Unknown Animals, London: Hart-Davis, 1958
- On the Track of Unknown Animals, New York: Hill and Wang, 1959
- Le Grand-Serpent-de-Mer, le problème zoologique et sa solution, Paris: Plon, 1965
- On the Track of Unknown Animals, New York: Hill and Wang, Abriged, revised, 1965
- In the Wake of Sea Serpents, New York: Hill and Wang, 1968
- Con Porchnev, Boris F. (1974), L'homme de Néanderthal est toujours vivant, Paris: Plon, 1974
- Dans le sillage des monstres marins - Le Kraken et le Poulpe,
- Colossal, Paris: François Beauval, Second Edition, 1975
- Le Grand-Serpent-de-Mer, le problème zoologique et sa solution, Paris: Plon. Second Edition, 1975
- Les derniers dragons d'Afrique, Paris: Plon, 1978
- Les bêtes humaines d'Afrique, Paris: Plon, 1980
- On the Track of Unknown Animals, London: Kegan Paul International, 1995
- The Kraken and the Colossal Octopus: In the Wake of Sea-Monsters, London: Kegan Paul International, 2003
- Then Natural History of Hidden Animals, London: Kegan Paul International, 2007
- Les félins encore inconnus d'Afrique, Paris: Oeil Du Sphinx, 2007
- Porchnev, Boris F. L'homme de Néanderthal est toujours vivant, Paris: Oeil Du Sphinx, 2011